# Crema de fríjoles
La crema de fríjoles también conocida como crema conde es un plato mexicano perteneciente a la categoría de las sopas, elaborado con fríjol. La crema de fríjoles se caracteriza porque los fríjoles que van en ella han sido molidos o licuados, y mezclados con el caldo hasta conformar una crema.